# Маргарита Бургундска (1374 – 1441)
Маргарита Бургундска (на френски: Marguerite de Bourgogne; * 16 октомври 1374, Монбар, Бургундско херцогство; † 8 март 1441, Льо Кенуа, Графство Хенегау) е херцогиня от Бургундия и чрез женитба графиня на Мортен, Хенегау (Ено), Холандия и Зеландия и от 1404 г. херцогиня на Щраубинг-Холандия.

## Произход
Тя е най-голямата дъщеря на бургундския херцог Филип II Смели (* 1342 † 1404), четвърти син на френския крал Жан II Добрия от династията Валоа. Нейната майка е графиня Маргарита III Фландърска (* 1350 † 1405). Сестра е на херцог Жан Безстрашни.

## Двойна сватба
На 12 април 1385 г. Маргарита се омъжва в двойната сватба в Камбре за Вилхелм II (* 1365, † 1417) от Династия Вителсбахи, граф на Хенегау, граф на Холандия и Зеландия и от 1404 г. херцог на Бавария-Щраубинг. Нейният брат Жан Безстрашни се жени за Маргарита Баварска, сестрата на нейния съпруг. Бащата на Маргарита използва браковете на децата си за постигане на далновидни цели. Този брак по-късно повлиява на съюза на Хегенау и Холандия с Бургундия и Фландрия, извършен от племенника на Маргарита Филип Добрия.
Маргарита упражнява голямо политическо влияние по време на управлението на съпруга си: Вилхелм II управлява Холандия и Хегенау, но предпочита Холандия и прекарва голяма част от царуването си там. Така Маргарита управлява Хегенау от негово име.
След 16 години брак без деца тя ражда дъщеря си Якоба на 16 август 1401 г. Политическата позиция на Маргарита се засилва през 1410 г., тъй като тя получава няколко града и замъци като нейни лични владения.
Съпругът ѝ умира през 1417 г. Въпреки че той и Маргарита се опитват да гарантират, че дъщеря им ще наследи всичките му земи, след смъртта му избухва наследствена война. Якоба в крайна сметка наследява Хегенау, Нидерландия и Зеландия, но не и Бавария. По време на управлението на дъщеря си Маргарита участва в няколко политически действия. Тя предпочита замъка Льо Кеноа (Le Quesnoy) за резиденция, който е и неин личен феод.
Маргарита умира в Льо Кеноа на 8 март 1441 г., надживявайки бездетната си дъщеря.

## Брак и потомство
Маргарита Бургундска и Вилхелм II Баварски имат една дъщеря:
- Якоба (* 1401, † 1436), графиня на Хенегау, Холандия и Зееландия, херцогиня на Щраубинг-Холандия